# تشهاردة بايين (باقران)
تشهاردة بايين (بالفارسية: چهارده پائین) هي مستوطنة تقع في إيران في قسم باقران الريفي. يقدر عدد سكانها بـ 29 نسمة .